# The Dam Keeper
The Dam Keeper (no Brasil, O Vigia da Represa) é um filme em curta-metragem animado estadunidense de 2014 dirigido e escrito por Robert Kondo e Daisuke Tsutsumi. Exibida no Festival Internacional de Cinema de Berlim, a obra foi indicada ao Oscar de melhor curta-metragem de animação na edição de 2015.

## Elenco
- Lars Mikkelsen - narrador

## Prêmios e indicações
- Indicado: Oscar de melhor curta-metragem de animação (2015)